# Almont-les-Junies
Almont-les-Junies (bis 1993: Almon-les-Junies) ist eine französische Gemeinde mit 438 Einwohnern (Stand: 1. Januar 2022) im Département Aveyron in der Region Okzitanien (vor 2016: Midi-Pyrénées). Sie gehört zum Arrondissement Villefranche-de-Rouergue und zum Kanton Lot et Dourdou. Die Einwohner werden Almontois oder Junhalmontois genannt.

## Geografie
Almont-les-Junies liegt am Fluss Lot, der die Gemeinde im Norden begrenzt, sowie am Limou, einem späteren Zufluss des Lot. Umgeben wird Almont-les-Junies von den Nachbargemeinden Saint-Parthem im Norden, Conques-en-Rouergue im Nordosten, Osten und Südosten, Firmi im Süden sowie Flagnac im Westen.

## Bevölkerungsentwicklung
| Jahr                       | 1962 | 1968 | 1975 | 1982 | 1990 | 1999 | 2006 | 2019 |
| Einwohner                  | 564  | 565  | 541  | 518  | 472  | 425  | 481  | 445  |
| Quellen: Cassini und INSEE |      |      |      |      |      |      |      |      |

## Sehenswürdigkeiten
- Kirche Saint-Martin, Monument historique seit 2004

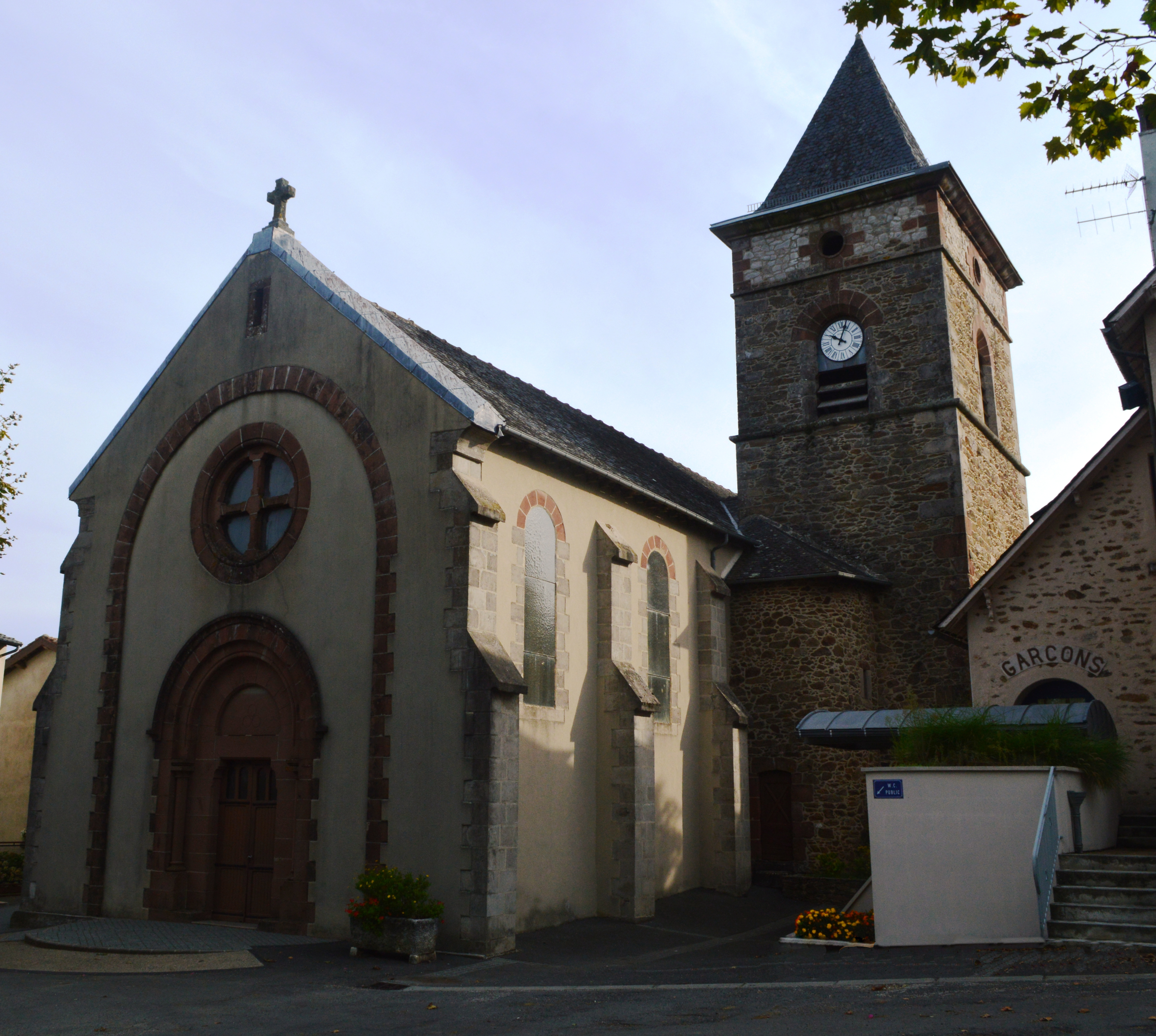
Kirche Saint-Martin

- Rathaus, Monument historique